# Amor industrial (maxisingle)
Amor industrial es un maxisencillo del grupo musical Aviador Dro editado en el año 1983 por el sello DRO bajo la referencia DRO-040. Se publicó también en formato sencillo (Ref. DRO-041) conteniendo el citado tema, con su versión instrumental en la cara B.
El tema Amor industrial se grabó en Audiofilm y fue producido por Julián Ruiz, en cambio los temas de la cara B (Arquitecto acero y Envasados al vacío) se grabaron en Doublewtronics, encargándose de la producción Jesús Gómez.

## Lista de canciones
| Título             | Autor              | Duración |
| ------------------ | ------------------ | -------- |
| Amor industrial    | Servando Carballar | 4:48     |
| Arquitecto acero   | Servando Carballar | 5:31     |
| Envasados al vacío | Servando Carballar | 3:56     |